# Espacio Público (Venezuela)
Espacio Público es una organización no gubernamental venezolana dedicada desde 2002 a la documentación y acompañamiento de casos de censura, violación al derecho a la libertad de expresión y acceso a la información oficial en Venezuela.

## Historia
Espacio Público y Carlos Correa ha participado anualmente en por lo menos cuatro eventos de incidencia internacional, además de treinta audiencias ante la Comisión Interamericana de Derechos Humanos (CIDH). La organización también realiza acompañamiento a las víctimas en los casos que sean presentados ante el organismo.
Espacio Público cuenta con voluntarios y organizaciones aliadas a nivel nacional que permiten expandir el rango de acción y atención de la organización, entre las que se encuentran Expresión Libre, el Sindicato Nacional de Trabajadores de la Prensa (SNTP), el Colegio Nacional de Periodistas (CNP), algunos programas de posgrado en universidades, institutos de investigación de la comunicación y escuelas de comunicación social.
La organización ha denunciado el cierre de más de un centenar de medios de comunicación durante la gestión de Nicolás Maduro. En 2018 Espacio Público organizó la iniciativa de Encuentro Gente Buena de manera conjunta al medio Crónica Uno, que consistió en tres talleres y seis mesas de trabajo enfocadas en los temas de educación, salud, deportes, alimentación, recuperación de espacios públicos y asistencia social. Durante la pandemia de COVID-19 de 2020, Espacio Público denunció la detención de 26 personas por la difusión de mensajes críticos a la gestión de Maduro o a las autoridades públicas, incluyendo a nueve aprehensiones por mensajes o publicaciones de estados de WhatsApp.